# Coenophila jordani
Coenophila jordani là một loài bướm đêm trong họ Noctuidae.